# Преспакет
Преспакет, прескіт (англ. press paket — комплект для преси, англ. press kit) — це медіа-набір, папка з інформаційними матеріалами для засобів масової інформації.
Він створюється, щоб передавати мас-медіа повну, детальну й правдиву інформацію про вашу організацію, проект, програму, подію тощо. Головна мета добірки матеріалів для преси – допомогти журналістам підготувати матеріал на запропоновану пресслужбою тему. При проведенні заходів, на які запрошують пресу, обов'язково треба готувати такі інформаційні пакети й розповсюджувати їх, оскільки це додаткова можливість для вашої організації бути почутою. 
Інформаційні пакети надаються кожному журналісту, наприклад, на пресконференціях, що допомагає заощадити час ЗМІ та організаторів заходу: замість тривалого усного пояснення ви можете викласти суть події, решту інформації журналісти знайдуть у своєму наборі. 
Прескіт акумулює в собі декілька видів матеріалів, підготовлених пресслужбою. Матеріали для преси оформлюються й відправляються регулярно. Чим масштабніша організація, тим більш наповненим і постійним повинен бути потік подібних повідомлень. 

## Матеріали
- Пресреліз – коротке повідомлення, що пояснює суть події, яка відбувається;
- Бекграундер – докладні дані (5-6 сторінок) про вашу організацію;
- Факт-лист – фактичні дані на 1-2 сторінки;
- Ілюстративні матеріали (можуть бути, як: спеціальний кольоровий слайд для телебачення, а також чорно-білі глянсові фотокартки, розміром приблизно 8х10 тощо);
- Копії останніх публікацій про вашу організацію, відгуки відомих осіб про вашу організацію;
- Списки тих, хто виступає, точні назви їхніх посад, а також тексти виступів всіх представників організації, які беруть участь у проведенні заходу;
- Тексти статей, підготовлені до публікації пресслужбою;
- Візитні картки представників організації;
- Брошури й листівки на тему заходу;
- Дрібні рекламні зразки продукції фірми;
- Пам'ятні предмети з логотипом фірми (блокноти, ручки тощо).

Таким чином, прескіт акумулює в собі декілька видів матеріалів, підготовлених пресслужбою. Він широко використовується під час пресконференцій, виставок, річних зборів акціонерів, спеціальних заходів. 

## Зміст
- Новинна та основна інформація про вашу організацію
- Дані про керівників
- Історія організації
- Числова і графічна інформація

## Структура
- Факти та дані
- Питання та відповіді
- Міфи
- Біографія
- Досягнення/результати/звіти
- Контакти
- Спікери
- Мультимедійність